# Nero Zimbabwe
Il nero Zimbabwe, conosciuto anche come nero assoluto o nero Pretoria, è una pietra naturale che viene estratta in Africa meridionale, in particolare in Zimbabwe, paese dal quale prende il nome. Viene geologicamente classificato come gabbro cioè una roccia magmatica intrusiva olocristallina, formata principalmente da plagioclasio e pirosseni. Commercialmente il nero Zimbabwe viene classificato ed equiparato ai graniti, rocce sempre di origine magmatica ma con percentuali di silicati del 63% (rocce acide), mentre il nero Zimbabwe ne contiene all'incirca dal 45% al 53% (rocce basiche).

## Caratteristiche fisiche
Il nero Zimbabwe è un materiale composto da una miscela omogenea di grana fine in quanto il magma di origine raffredda lentamente all'interno della crosta terrestre in condizioni con pressioni altissime.  Il colore della grana varia dal grigio scuro al nero, conferendo alla superficie un'uniformità omogenea ed elegante.

### Descrizione macroscopica del nero Zimbabwe
Litotipo olocristallino magmatico a grana fine di colore di insieme nero, compatto, omogeneo con punteggiatura imputabile alla presenza di individui cristallini di colore grigio più o meno scuro.

### Specifiche tecniche
- Resistenza a flessione: 30,2 MPa
- Resistenza a compressione: 261 MPa
- Carico di rottura in corrispondenza dei punti di fissaggio: 2950 N
- Densità: 3,0 kg / dm
- Resistenza alla flessione: 25 N / mm²
- Resistenza a compressione: circa 250.00 N / mm²

## Campi di impiego e trattamenti
Il nero Zimbabwe trova svariate applicazioni sia per la sua intensa tonalità cromatica, che per la sua intrinseca durezza. È un materiale adatto sia per realizzazioni di rivestimenti interni sia esterni. Per il suo colore scuro è adatto per opere anche di grandi dimensioni: rivestimenti di palazzi, hall di alberghi, grandi pavimentazioni. Per la sua estrema eleganza può essere usato però anche per pavimenti e rivestimenti interni, bagni, top cucina, top bagno e tavoli.
Le lavorazioni che ne esaltano le caratteristiche cromatiche ed estetiche sono essenzialmente la lucidatura e la fiammatura, particolarmente adatta per la realizzazione di rivestimenti esterni.